# Vukašin Aleksić
Vukašin Aleksić (in serbo Вукашин Алексић?; Prokuplje, 10 gennaio 1985) è un ex cestista serbo.

## Palmarès
- Campionato serbo: 1

Partizan Belgrado: 2008-09
- Coppa di Serbia: 1

Partizan Belgrado: 2009
- Lega Adriatica: 1

Partizan Belgrado: 2008-09